# 胡志明市博物館
胡志明市博物館（越南语：／）是位在越南胡志明市的一座博物馆，在兩越統一前稱為嘉隆宮（越南语：／）。

## 位置、历史
胡志明市博物馆座落在第一郡李自重路65號，面積將近2公顷。

### 法国時期
此建築於1885年開始建造，1890年完工，當初建築師Alfred Foulhoux原是要設計展示當地民俗商品的商務博物館。然而，建设完成之后立即被南圻統督Henri Éloi Danel（1850年 - 1898年）作为官邸，正式名稱叫總督宮。

### 二戰時期到南越時期

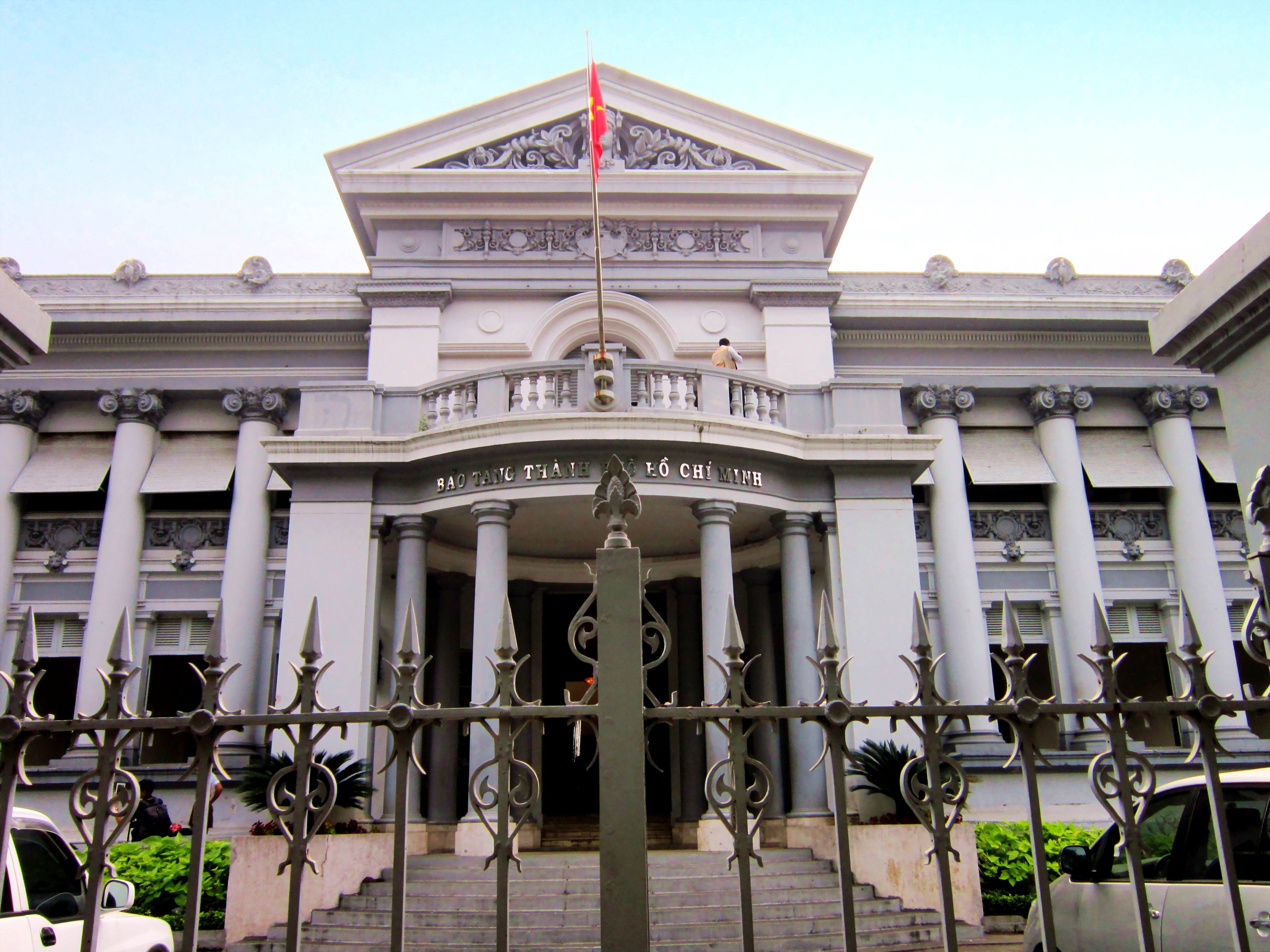
胡志明市博物館

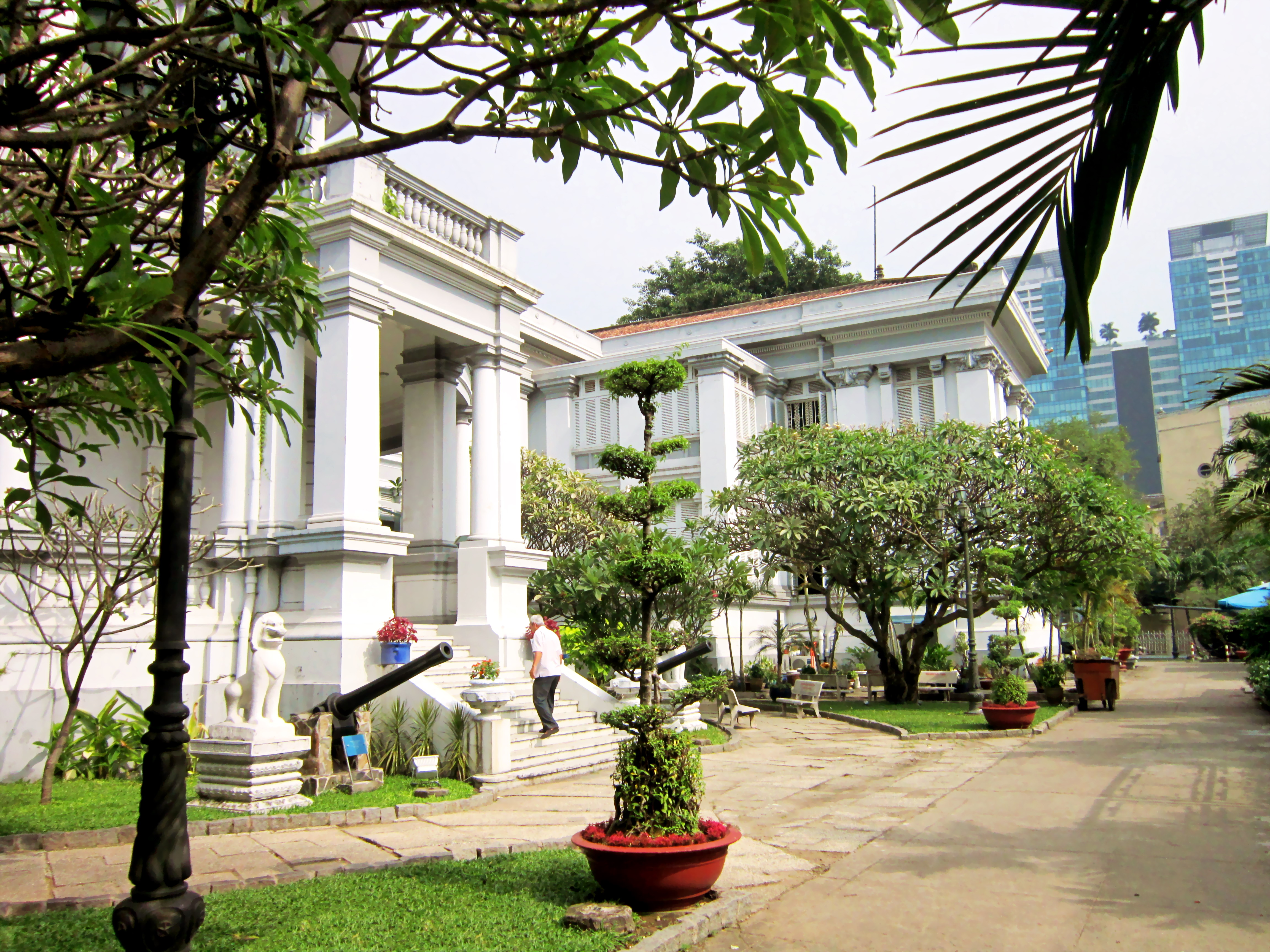
胡志明市博物馆。

1945年，长官官邸多次易手。之后，日軍發動政变，3月9日，法屬印度支那总督Ernest Thimothée Hoeffel被逮捕；日本新委任的總督使用該建筑做為居住地。
8月25日，越南獨立同盟會抢劫了政府。在这之后，長官官邸成为了南方臨時管理委員會总部；隨後，9月10日，中校B.W.羅伊占用長官官邸作為英軍特派團的總部，並取走了委員會的財產。
10月5日，菲利普·勒克萊爾利用此處當成法屬南圻高級專員的辦公處。之后，海军上将Georges Thierry d'Argenlieu選擇諾羅敦宮作為法屬交趾支那高級專員正式辦公處，此地則成為勒克萊爾的辦公室。
1947年5月23日，法國重新占领印度支那時總理黎文劃此處為南圻國政府所在，1948年2月6日，此處為越南国南部總督陈文友使用。
1954年9月7日，《日內瓦条约》簽訂後，吳廷琰成為南越總理，選擇諾羅敦宮（今統一宮）做為辦公室、讓南越元首保大帝將此建築物作為王宮，命名為嘉隆宮並將宮前道路更名嘉隆路。1955年吳廷琰自導自演的公投案使保大帝喪失掌權機會，吳廷琰成為越南共和國總統，並趕走了保大帝，將此做為自己的官邸直到在1963年11月的政变中被槍殺。之後的1964年和1965年，嘉隆宮被繼任元首繼續使用。1966年10月31日改為越南共和國最高法院直到1975年4月30日越南被北越統一。

### 1975年之後
1975年之后，建築物並沒有具體的使用，1978年8月12日，胡志明市委員會決定將此做為革命紀念博物館，1999年12月13日更名為胡志明市博物館以紀念越南的「革命先烈」胡志明。

## 建筑

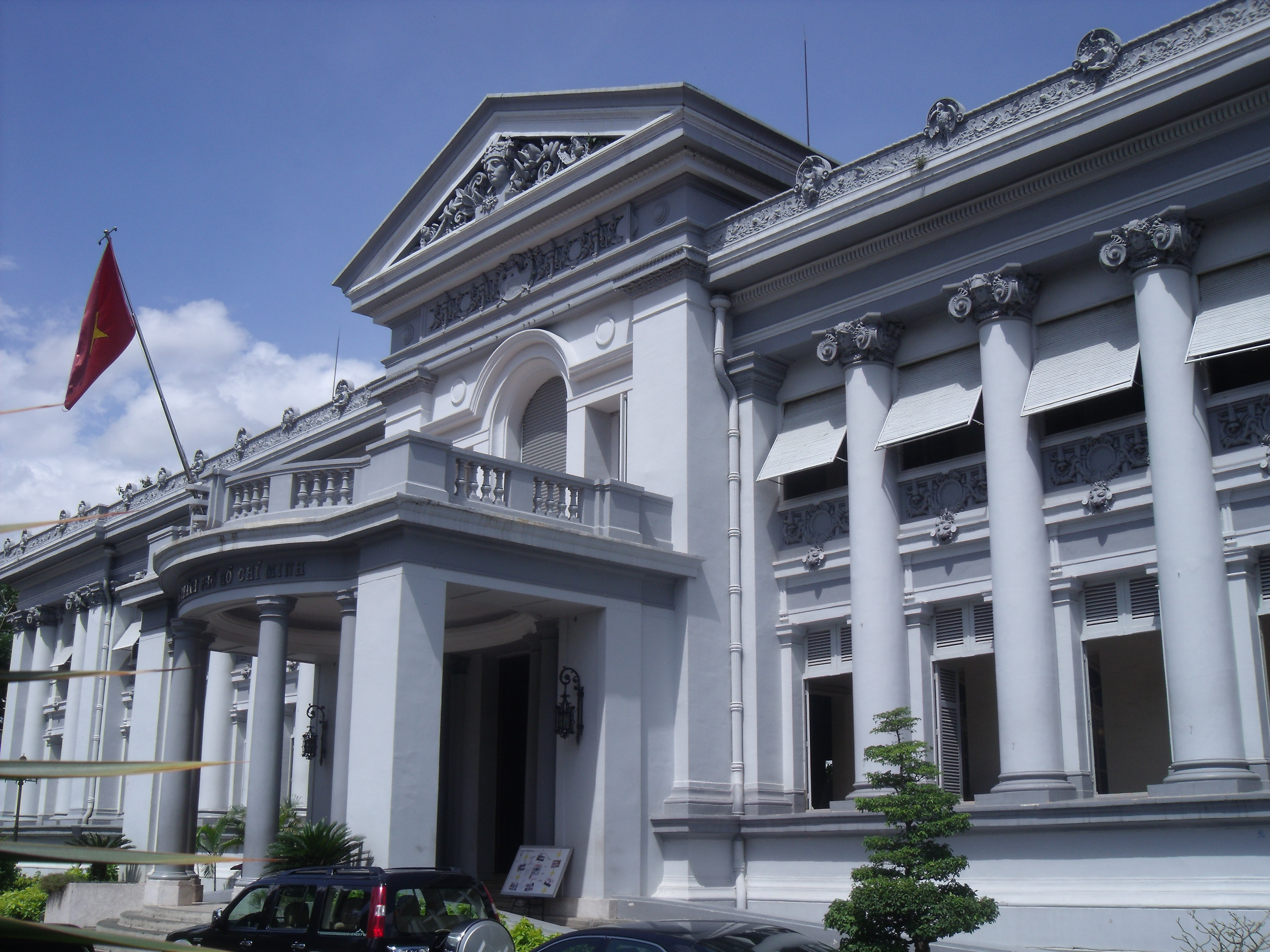
胡志明市博物館

博物館表面积大約1700平方公尺，由歐洲文藝復興時期的風格融合亞洲建材和少許的唐風細節構成，四周還有花園圍繞。1943年，為了拓寬走廊，南圻总督霍菲爾打破主要大门前的两个神像。
1962年2月27日諾羅敦宮（現在的統一宮）被轟炸，吳廷琰搬到此處居住，並在此挖掘了許多避難用的地下室，這些地下室至今仍保存著，惟因積水嚴重，只開放了一小部分。

## 展覽室
胡志明市博物館共有9個展覽室。
- 自然考古室：介紹越南的地理、地質、礦產、地形、氣候、自然生態以及其考古成果
- 西貢史區：西貢即胡志明市在兩越統一前的稱呼，在此陳列了地圖、照片等西貢的文物
- 現代西貢區：擁有超過527件文物，36張照片和10張地圖，介紹了全國經濟中心西貢的建築：西貢港，濱城市場、運輸系統：汽車站，火車站，機場等
- 西貢傳藝區：介紹胡志明市的傳統工藝和工業，有近300個陶製品、珠寶、首飾、編織和木雕
- 西貢民俗區：介紹西貢的習俗，信仰，藝術和教育。
- 1930至1954間的革命史區：越南共產黨的革命事蹟。
- 1954至1975間的革命史區
- 越戰專區
- 金幣鑄造區

除了固定展示的9區之外，胡志明市博物館還會不定期開設專題展區，以及建築物外的花園也會展示出戰鬥機、戰車和武器等物。

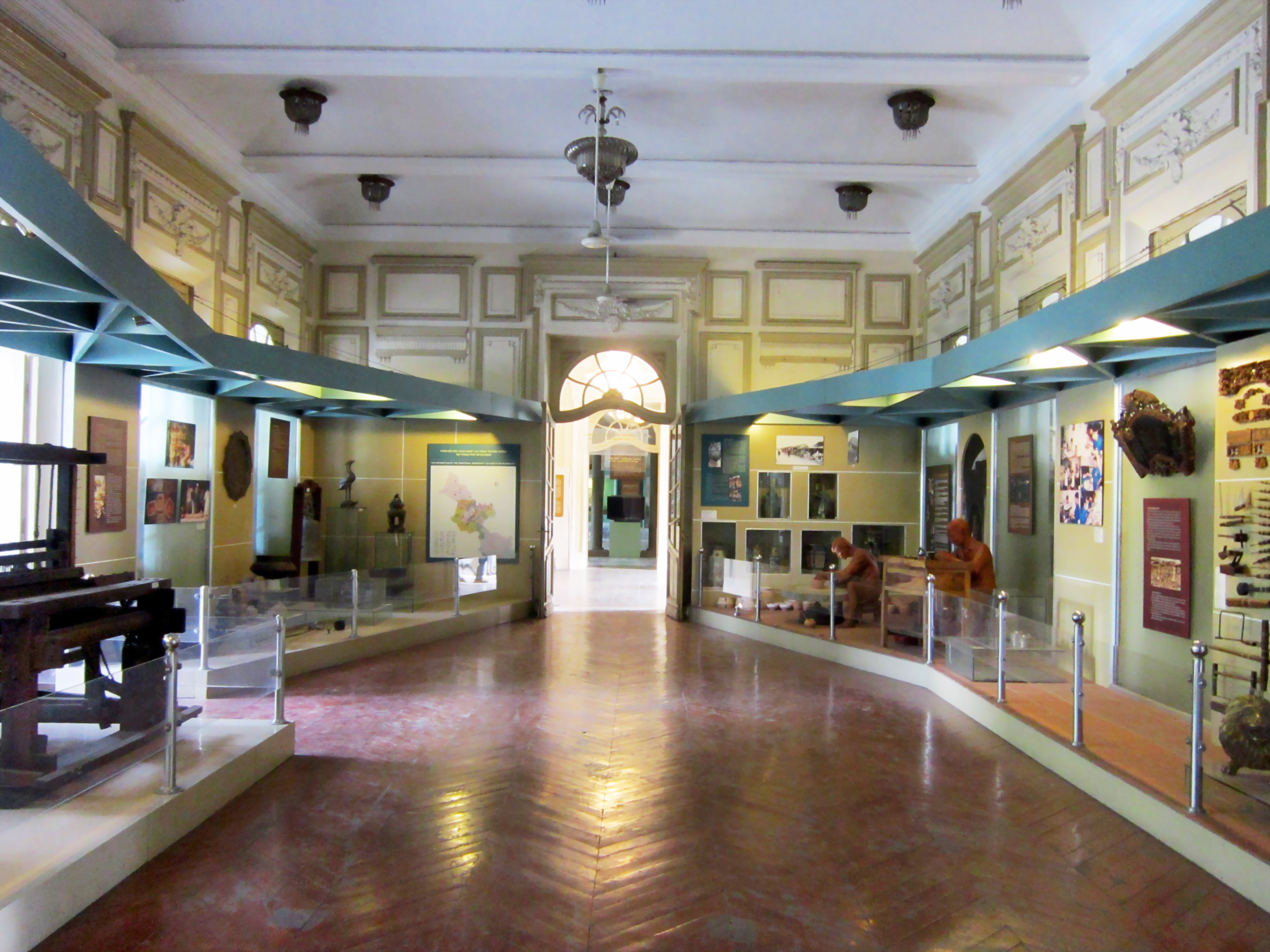
畫廊
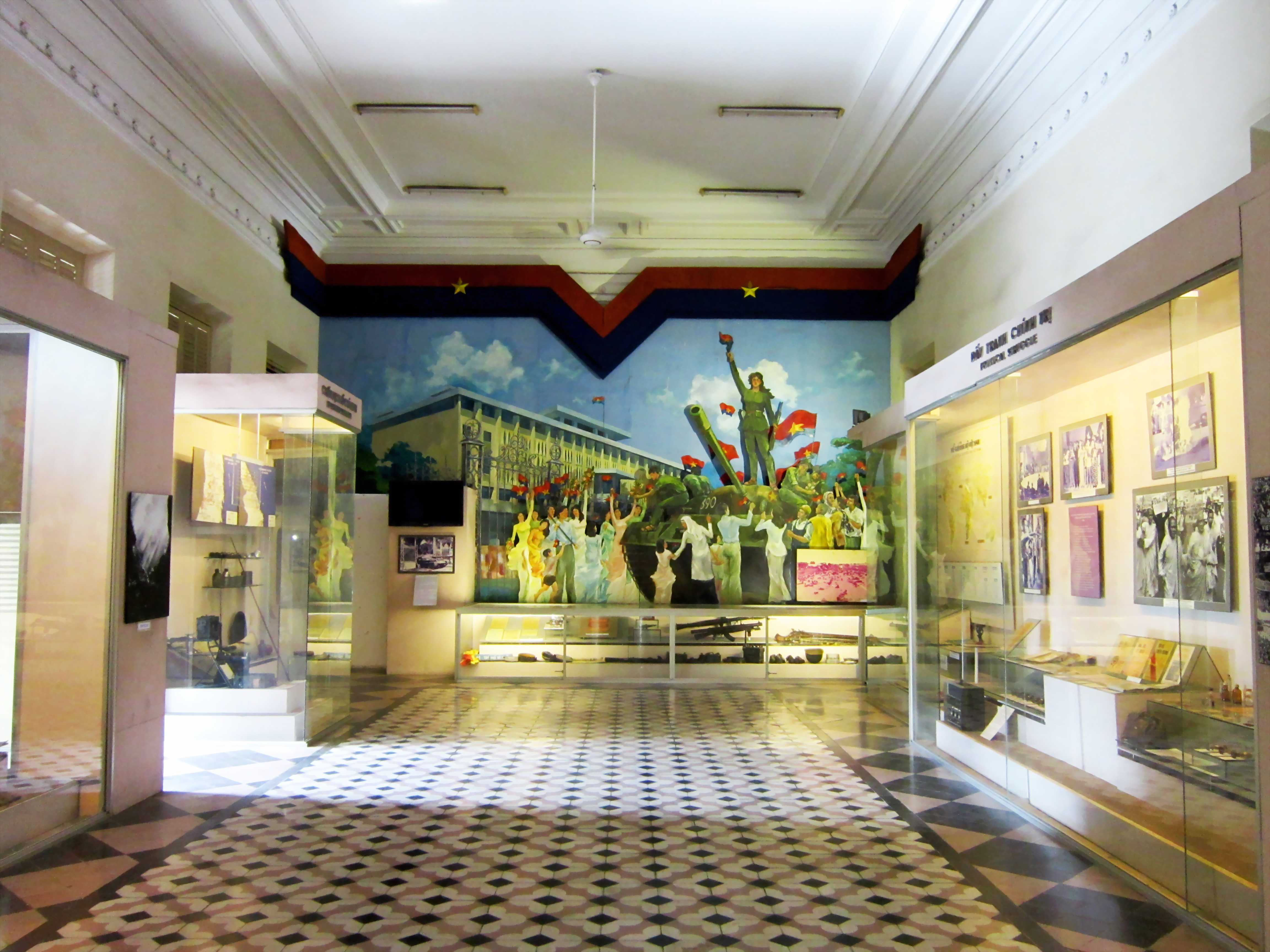
越南革命的展覽室
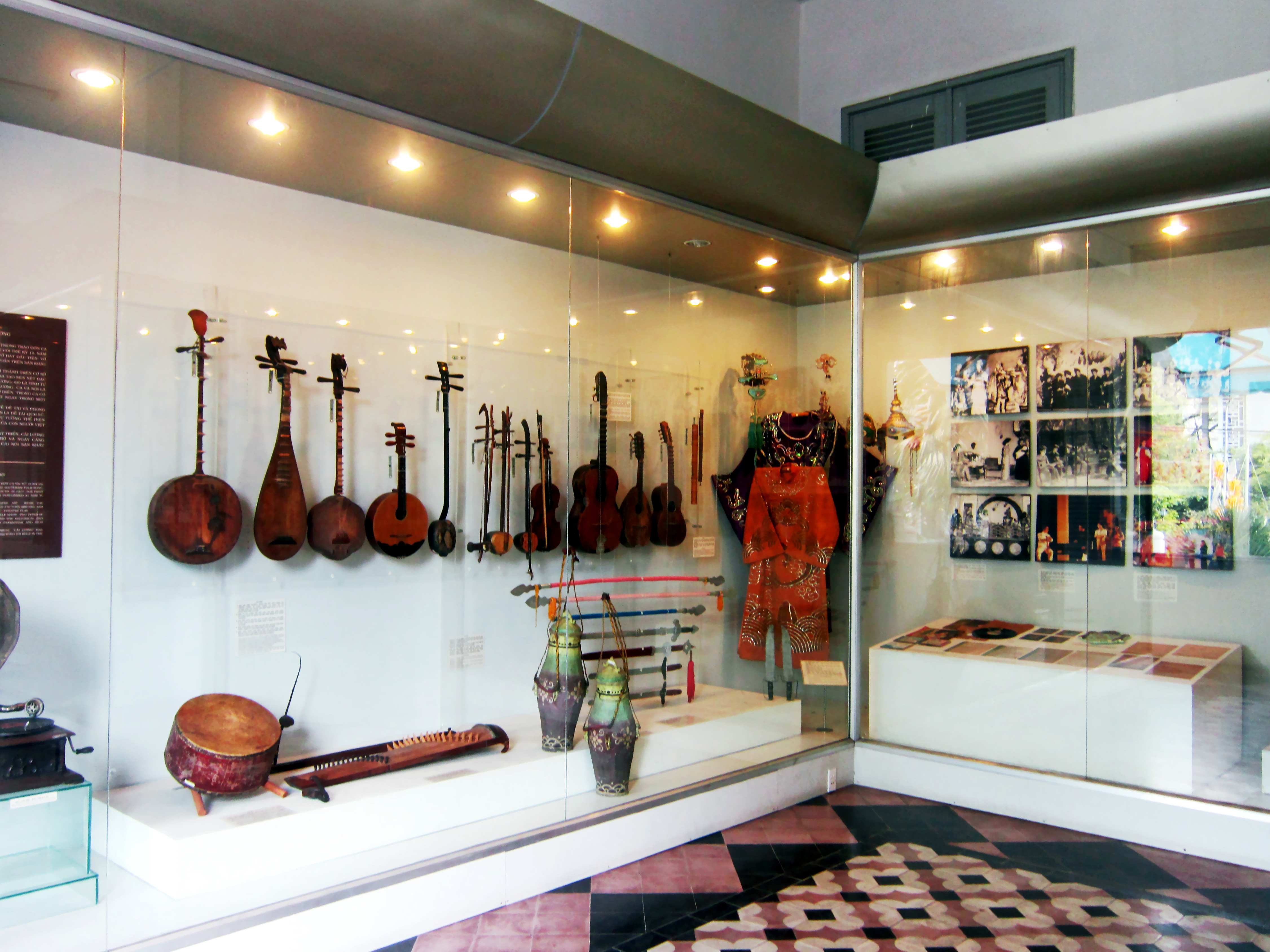
西貢民俗區展示的傳統樂器及傳統服飾
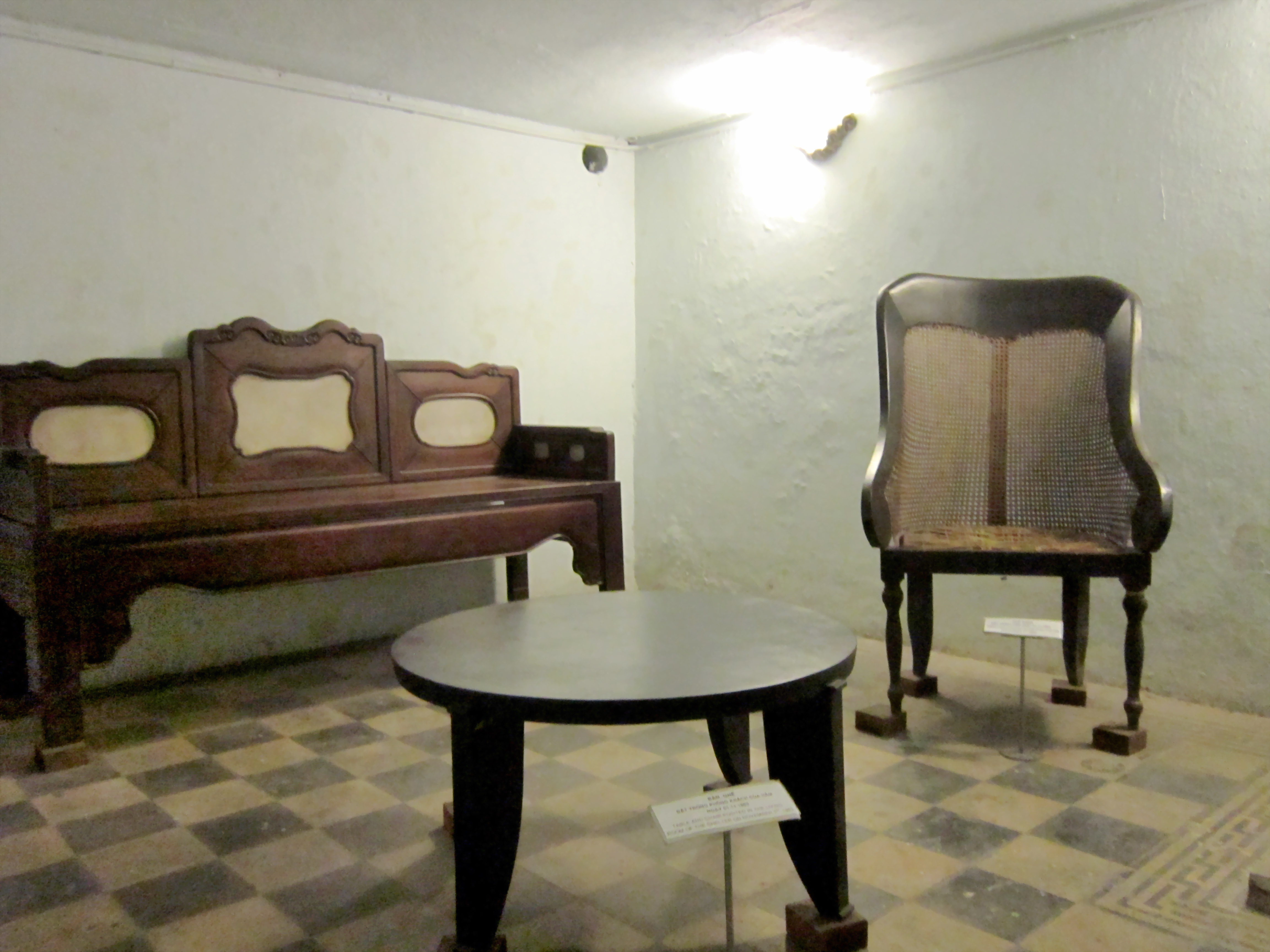
一個避難用的地下室
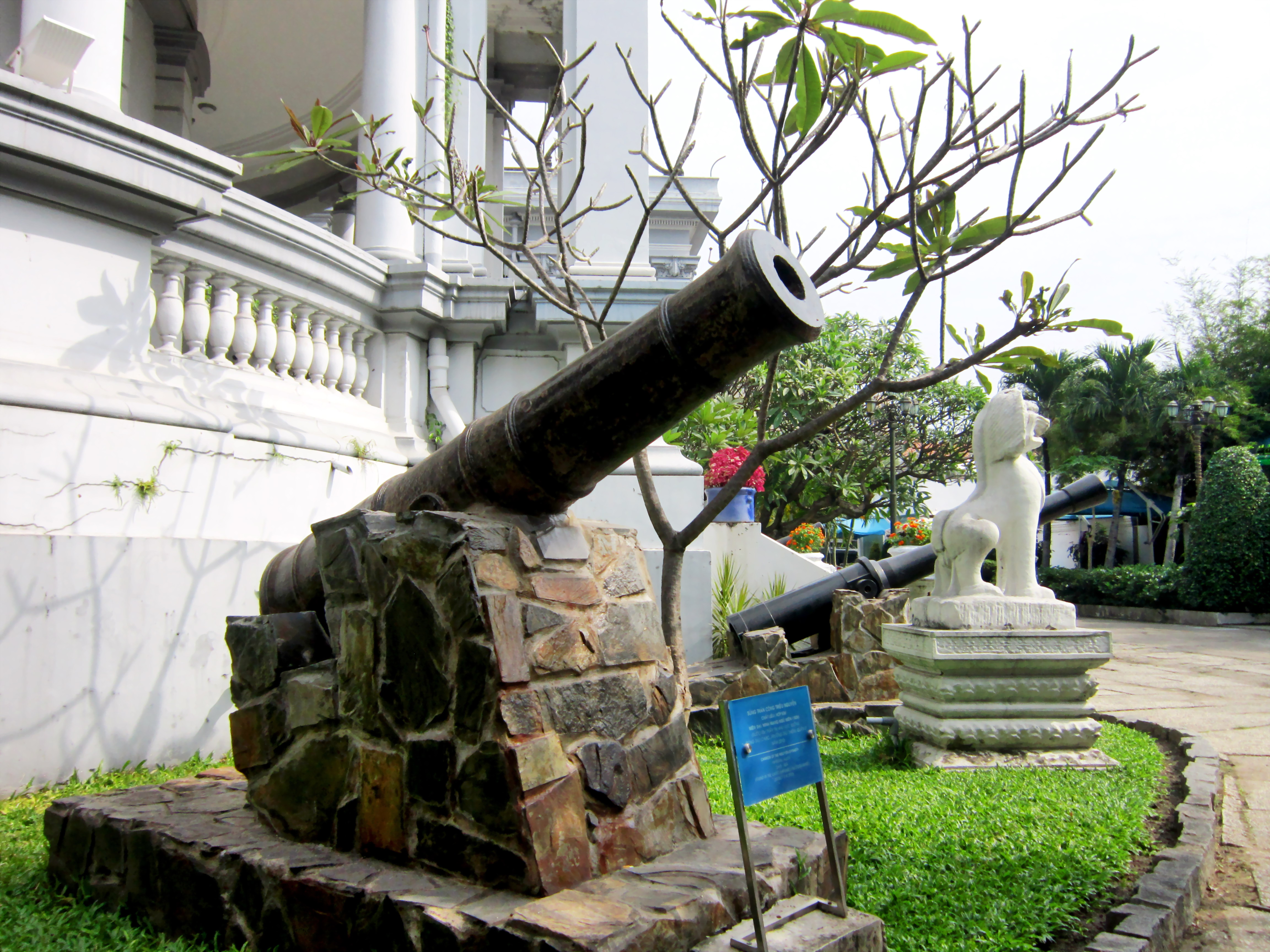
阮朝時期的大砲
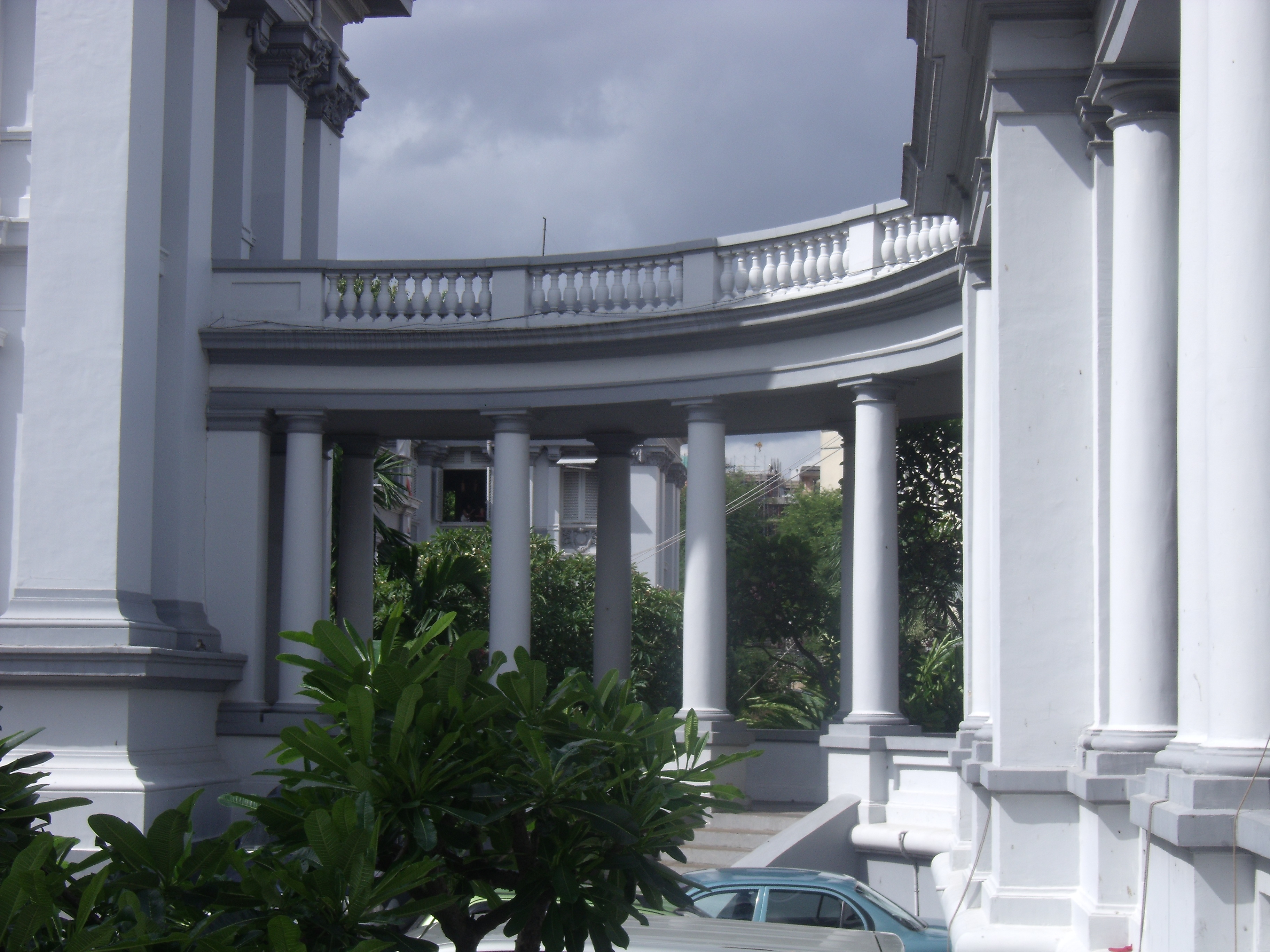
外圍的環廊
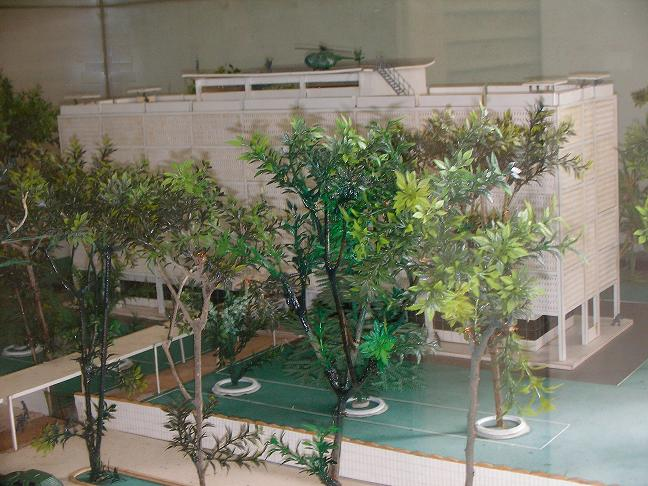
館內展覽的美駐南越大使館模型

## 來源
1. ↑  Museum building history （页面存档备份，存于）（英文）
2. 1 2 3 4 5  .   [2016-07-06]. （原始内容存档于2016-06-28）.
3. 1 2 3 4 5  .   [2016-07-10]. （原始内容存档于2020-12-18）.
4. ↑  .   [2016-07-10]. （原始内容存档于2020-12-18）.
5. ↑  .   [2016-07-06]. （原始内容存档于2017-05-01）.
6. ↑  .   [2016-07-10]. （原始内容存档于2020-08-10）.
7. ↑  .   [2016-07-10]. （原始内容存档于2021-01-17）.
8. ↑  .   [2016-07-09]. （原始内容存档于2021-01-17）.
9. ↑  .   [2016-07-10]. （原始内容存档于2020-08-10）.